# Кулінич Володимир Вікторович
Володи́мир Ві́кторович Кулі́нич (29 серпня 1952, місто Обухів, Київська область, Українська РСР, СРСР) — член Народного руху України, народний депутат України II скликання, Борець  за незалежність України у ХХ сторіччі.

## Життєпис
Закінчив Київський університет імені Тараса Шевченка, факультет міжнародних відносин і міжнародного права (1973–1975), Київський педагогічний інститут, історичний факультет, «Історія і педагогіка» (1982–1987),Київський університет імені Тараса Шевченка, юридичний факультет (1994). 
Народний депутат України з 04.1994 (2-й тур) по 04.1998, Обухівський виборчий округ № 222, Київської області, висунутий виборцями. Член Комітету з питань культури і духовності. Член депутатської фракції НРУ.
- Липень 1987 — серпень 1994 — директор Обухівського краєзнавчого музею.
- 1990—1994 — заступник голови комісії з питань культури, освіти Обухівської райради народних депутатів.

Був членом Київської координаційної ради Руху з квітня 1989, делегатом Установчих та наступних з'їздів Руху, членом Великої ради НРУ.

### Родина
Батько Віктор Сергійович (1931) — пенсіонер; мати Антоніна Кирилівна (1929) — пенсіонерка; дочка Оксана (1978); син Олександр (1986).

## Джерело
- Довідка [Архівовано 4 березня 2016 у Wayback Machine.]